# Alyssum alyssoides
Alyssum alyssoides  es una especie de planta herbácea de la familia de las brasicáceas.

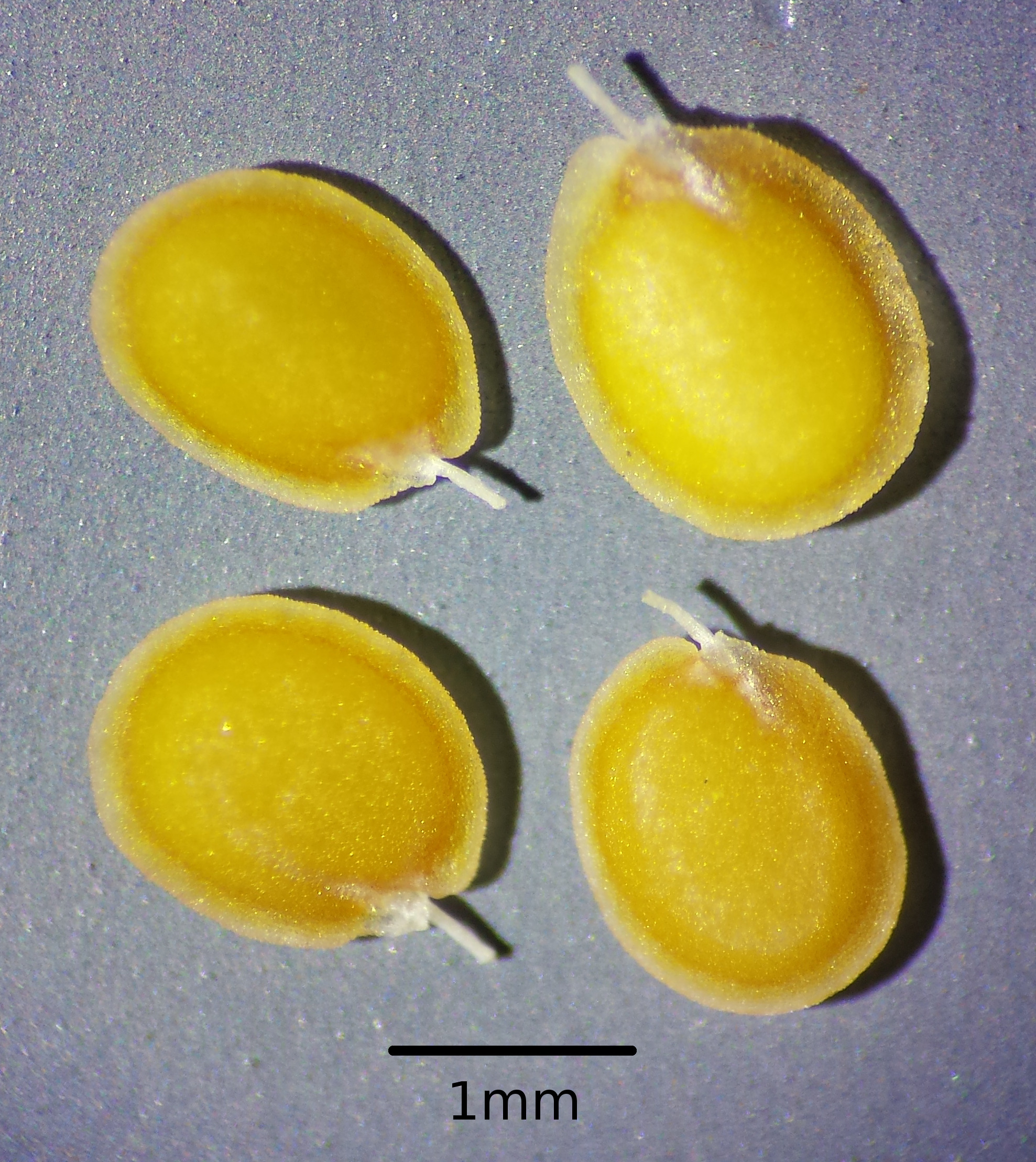
Semillas

## Descripción
Es una pequeña hierba anual caracterizada por la presencia de silículas de menos de 4 mm, pubescentes (indumento formado por pelos asteriformes) y de sépalos persistentes.

## Distribución y hábitat
Es endémica del mediterráneo occidental en Argelia, Marruecos, Francia, Portugal y España.
Se encuentra en  pastizales de hierbas anuales de los rellanos de suelo calizo poco profundo. Puede vivir también en campos, márgenes de camino, etc. 

## Taxonomía
Alyssum alyssoides fue descrita por Carlos Linneo y publicado en Systema Naturae, Editio Decima 2: 1130. 1759.
Citología
Número de cromosomas de Alyssum alyssoides (Fam. Cruciferae) y táxones infraespecíficos: 2n=32
Etimología
Etimología
Ver: Alyssum
alyssoides: epíteto latíno compuesto que significa "como Alyssum".
Sinonimia
NOTA: Los nombres que presentan enlaces son sinónimos en otras especies: 
- Aduseton calycinum
- Aduseton mutabile
- Adyseton alyssoides
- Adyseton calycinum
- Adyseton campestre
- Adyseton mutabile
- Alyssum alsinifolium
- Alyssum alyssoides subsp. hispanicum
- Alyssum alyssoides var. alyssoides
- Alyssum alyssoides var. depressum
- Alyssum alyssoides var. hispanicum
- Alyssum arvaticum
- Alyssum bolosii
- Alyssum calicinum
- Alyssum calycinum
- Alyssum calycinum var. arvaticum
- Alyssum calycinum var. erraticum
- Alyssum calycinum var. parisiense
- Alyssum calycinum var. ruderale
- Alyssum calycinum var. sabulosum
- Alyssum calycinum var. sublineare
- Alyssum calycinum var. vagum
- Alyssum campestre subsp. campestre
- Alyssum conglobatum
- Alyssum erraticum
- Alyssum fontqueri
- Alyssum latifolium
- Alyssum lusitanicum
- Alyssum parviflorum
- Alyssum phymatocarpum
- Alyssum polyodon
- Alyssum ruderale
- Alyssum sabulosum
- Alyssum schlosseri
- Alyssum sublineare
- Alyssum vagum
- Calepina alyssoides
- Clypeola alyssoides
- Clypeola calycina
- Clypeola campestris
- Clypeola minor
- Crucifera alyssoides
- Crucifera calycina
- Moenchia campestris
- Psilonema alyssoides
- Psilonema calycinum
- Psilonema calyxinum
- Psilonema campestre
- Psilonema ruderale
- Psilonema sabulosum
- Psilonema vagum

## Nombres comunes
- Castellano: aliaria, hierba del ajo, hierba de la rabia, yerba de la rabia.[8]